# قناص: قتل مطلق
قناص: قتل مطلق (بالإنجليزية: Sniper: Ultimate Kill)‏ هو فيلم حركة تم إنتاجه في الولايات المتحدة وصدر سنة 2017 تشاد مايكل كولينز وتوم بيرينجر وبيلي زين وهو الجزء السابع من سلسلة أفلام «قناص».

## القصة
(خيسوس موراليس) ملك المخدرات الكولومبي يدفع سرًا مقابل خدمات القناص المُلقب بـ (الشيطان)، والذي يقوى على قتل أي مستهدف من أعداء مستأجريه.. ومع زوال أعدائه من على الساحة؛ تزداد قوة موراليس مهيمنًا على المزيد من طرق التهريب إلى (الولايات المتحدة).

## وصلات خارجية
قناص: قتل مطلق على موقع IMDb (الإنجليزية)
- قناص: قتل مطلق على موقع نتفليكس (الإنجليزية)
- قناص: قتل مطلق على موقع ألو سيني (الفرنسية)
- قناص: قتل مطلق على موقع قاعدة بيانات الفيلم (الإنجليزية)
- قناص: قتل مطلق على موقع ليتربوكسد (الإنجليزية)
- قناص: قتل مطلق على موقع كينوبويسك (الروسية)